# Udsali (Võru)
Udsali is een plaats in de Estlandse gemeente Võru vald, provincie Võrumaa. De plaats heeft de status van dorp (Estisch: küla).
De plaats lag tot in oktober 2017 in de gemeente Sõmerpalu. In die maand ging de gemeente op in de gemeente Võru vald.

## Bevolking
De ontwikkeling van het aantal inwoners blijkt uit het volgende staatje:
| Jaar            | 2011 | 2017 | 2019 | 2021 |
| --------------- | ---- | ---- | ---- | ---- |
| Aantal inwoners | 11   | 13   | 14   | 15   |

## Ligging
Udsali ligt tegen de grens tussen de gemeenten Võru vald en Antsla. De stad Antsla ligt 8 km ten westen van het dorp.

## Geschiedenis
Udsali lag op het landgoed van Uelzen (Vaabina) en heette achtereenvolgens Vdzal Hin (1638), Uzali Anzo Ockaz (1719), Utsali Juhhan (1762) en Ustallo (1839). In 1839 had Udsali de status van dorp, voor die tijd was het een boerderij.
Tussen 1977 en 1997 maakte het noordelijke buurdorp Keema deel uit van Udsali.